# جول هستینگز متکاف
 جول هستینگز متکاف (انگلیسی: Joel Hastings Metcalf؛ ۴ ژانویهٔ ۱۸۶۶ – ۲۳ فوریهٔ ۱۹۲۵) یک ستاره‌شناس اهل ایالات متحده آمریکا بود. 